# أكاديمية قطر
تأسست أكاديمية قطر في عام 1996 في المدينة التعليمية التابعة لمؤسسة قطر للتربية والعلوم وتنمية المجتمع وهي تقدِّم للطلاب، من مرحلة الروضة وحتى الصف الثاني عشر، برنامجاً تعليمياً وتربوياً شاملاً ومتكاملاً تحقِّق من خلاله لطلبتها احتياجاتهم الأكاديمية والمعرفيَّة والبَدنية والاجتماعية والثقافية بالشكل الأمثل وتهدف إلى تنمية حس التفكير النقدي وحب التعلم وحس المسؤولية لدى طلابها ومساعدتهم على دخول أرقى الجامعات والمعاهد.
كما تحرص الأكاديمية على مواكبة أرقى المعايير الأكاديمية والتعليمية المطبقة وأحدثها ليس فقط في المنطقة بل في العالم كما تستعين بأكثر الوسائل والتكنولوجيات التعليمية تطورا.